# エルメス

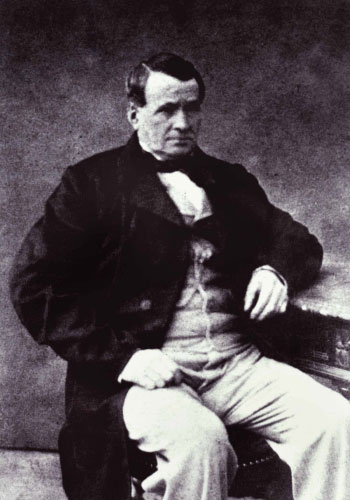
ティエリー・エルメス

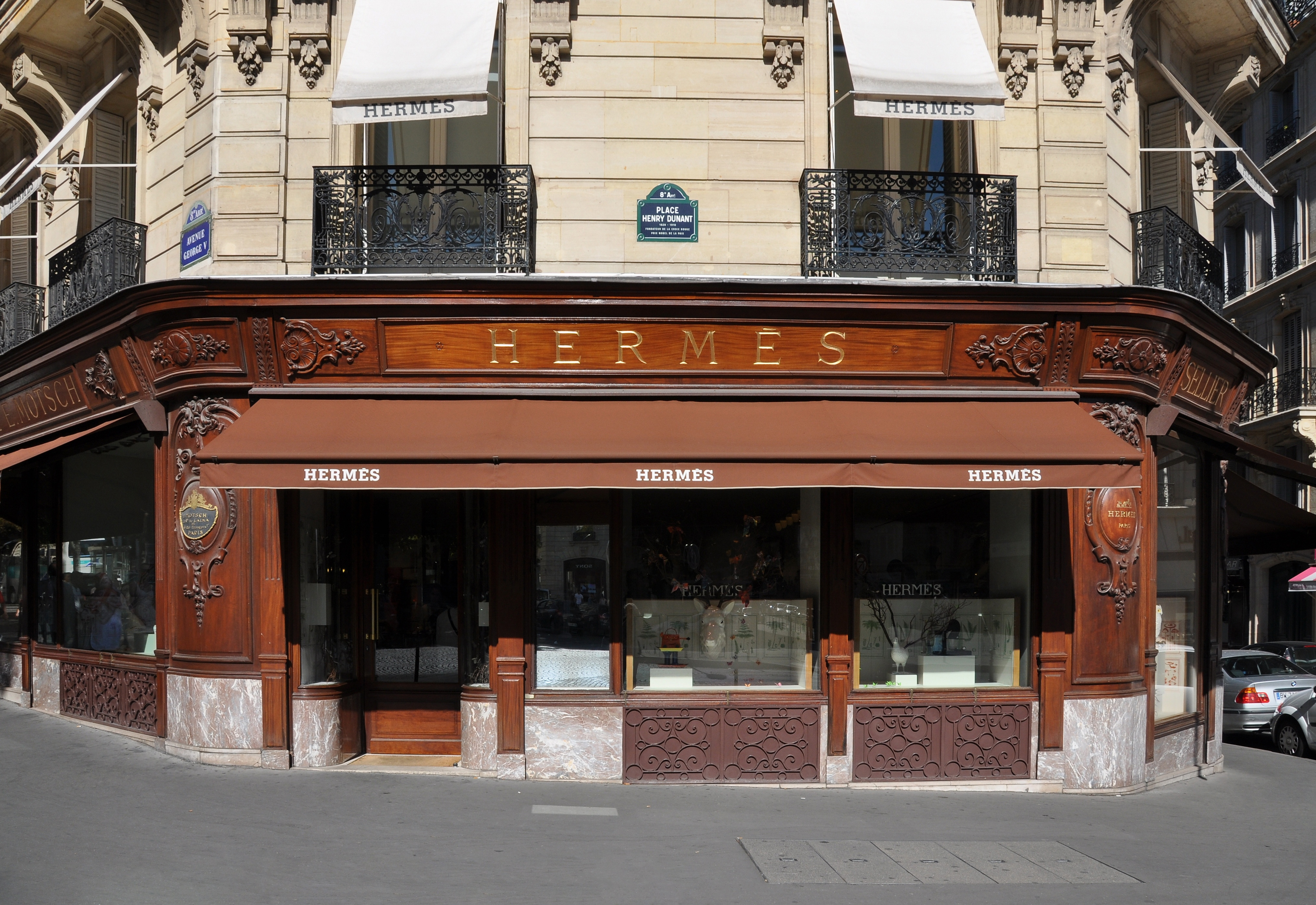
パリ8区ジョルジュ＝サンク大通りのエルメス旗艦店

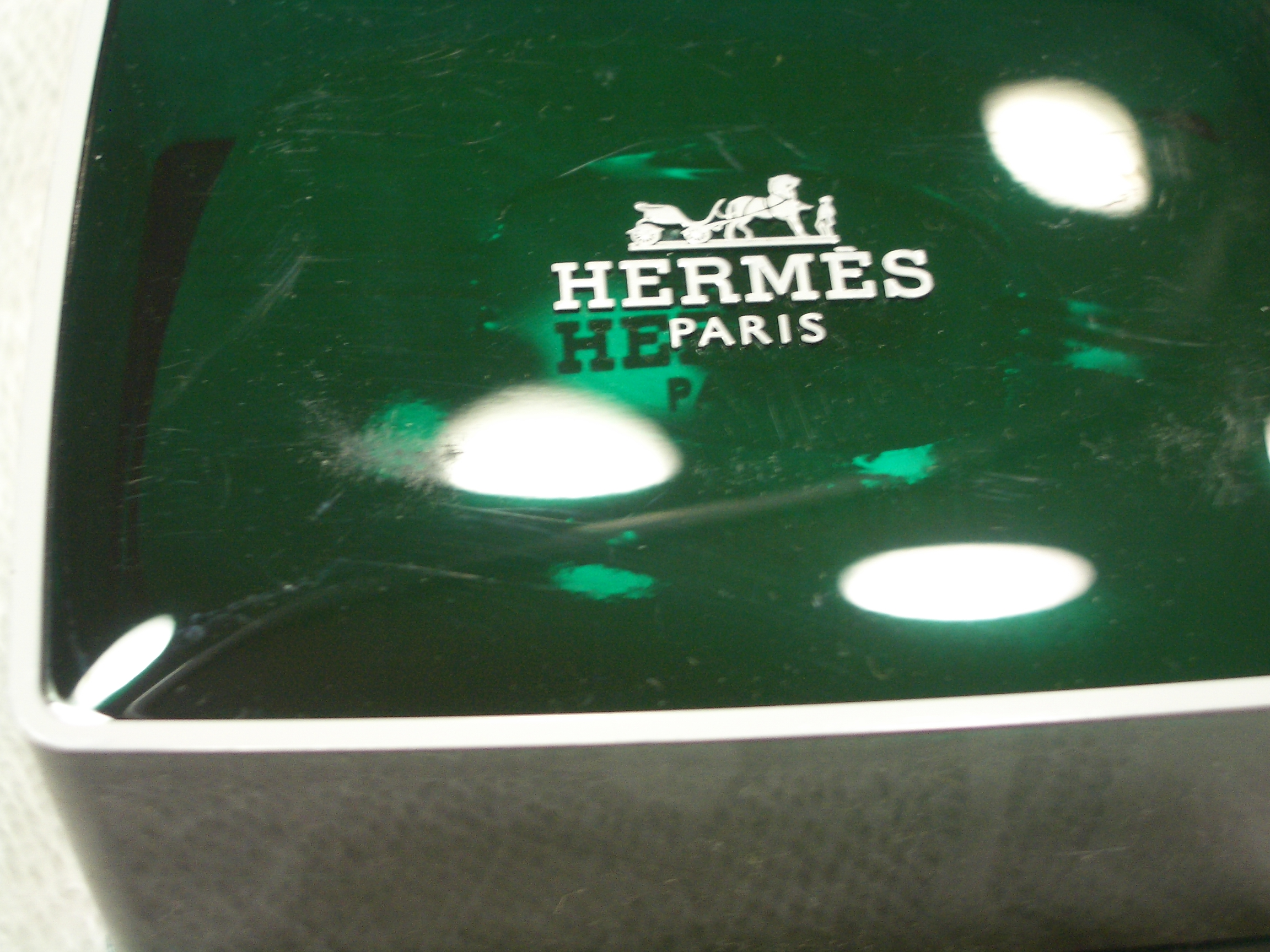
ロゴ

エルメス・アンテルナショナル SA（Hermès International S.A., [ɛərˈmɛz] ( 音声ファイル) air-MEZ, フランス語: [ɛʁmɛs] ( 音声ファイル)）は、1837年に設立されたフランスの高級品メーカー。皮革製品、生活アクセサリー、家財道具、香水、ジュエリー、時計、プレタポルテを専門に扱う。
創業当時のエルメス社は、パリのマドレーヌ寺院界隈で馬具工房として始められた。その後、自動車の発展による馬車の衰退を予見し、鞄や財布などの皮革製品に事業の軸足を移して今日までの成功に至った。
現在でも馬具工房に由来するデュックとタイガーがロゴに描かれている。デュックは四輪馬車で、タイガーは従者のこと。主人が描かれていないのは「エルメスは最高の品質の馬車を用意しますが、それを御すのはお客様ご自身です」という意味が込められているためである。

## 歴史

### 創業者ティエリー・エルメス
エルメス社の母体になったのは、ティエリー・エルメス（以後ティエリー）が1837年、マドレーヌ寺院界隈、現在のパリ9区にあたるバス＝デュ＝ルンパール通り (Rue Basse-du-Rempart) に開いた馬具工房である。
ナポレオン3世やロシア皇帝などを顧客として発展した。

### パリ万博
1867年に開催されたパリ万博において、ティエリーは初めて自ら工房で製作した女性用の鞍を出品し銀賞。
しかしティエリーは「パリ万博で【金賞】を獲得したのちエルメスを鞍屋に格上げする」ことにこだわっていたため、次回1878年に開催されるパリ万博で金賞を得るべく再度鞍を製作。
しかし悔しくも万博の３ヶ月前である1878年1月にティエリー・エルメス死去。
同年4月に、ティエリーの息子である2代目シャルル・エミール・エルメス（以下シャルル）によってパリ万博に鞍が出品され、金賞を獲得する。
翌年1879年にシャルルによって現在の本店があるパリ8区フォーブル・サントノーレ通り24番地へ工房を移転し、1階は鞍屋、2階は工房としてスタートする。

### 馬具工房からの革新
ティエリーの孫にあたる3代目のエミール＝モーリス（モリス）・エルメス（以後エミール）は「馬車に取って代わり自動車が普及する」時代の流れを感じ取り、今に続く新しいエルメスを創造していく。
そのエルメスの革新における最初の行動として、1890年にエミールはポシェット入れ付きの女性用の革製コルセットをアトリエで作らせている。
1892年には、馬具製作の技術を基にエルメス最初のバッグ、サック・オータクロア（オタクロワ）（sac haut-à-courroie, 現在の名前はオータクロアまたはオタクロワ）を製作。（当時は馬具や鞍を入れるために作られたバックであった）
1903年にはグローブなども展開。
1927年にレザーのベルトウォッチを発表。
1937年には４代目のロベール・デュマ・エルメス（以後ロベール）が今も続くエルメスの定番商品のスカーフ、カレ（Carré）を製作。
翌年1938年には現在でも人気の定番ブレスレット、シェーヌ・ダンクル（Chaine d'ancre）を製作。
1961年には香水、カレーシュ（Calèche）を発売したのち香水部門を独立。
これらのさまざまな商品を開発したことが今なおエルメスが続く大きなきっかけとなった。

### ライセンスビジネスの流行
1970年代からライセンスビジネスが流行。
当時のラグジュアリーブランドはこぞって様々な商社とライセンス契約を結び、スポーツウェアやバッグ、財布、ベルト、靴、傘、タオル、ネクタイ、そしてマグカップなどに至るまでの商品の数々を販売するが、エルメスは商品クオリティやブランド価値が下がる事を懸念した上で現在に至るまで一切ライセンスビジネスを行っていない。
その後ライセンスビジネスによって作られた商品の数々は街のスーパーマーケットなどに並ぶまでに広がり、その結果ブランドイメージが低下。
ライセンス＝安物というイメージが人々に広まったことによって1990年代にはライセンスビジネスは衰退。
ライセンス契約をしていたブランドもイメージ低下によって業績も低下する事態となった。

### エルメスのこだわりと価値を守るための買収
1980年代から1990年代にかけエルメス社はシャツや帽子を発注していた会社を次々と買収したが、リシュモン系列（カルティエ・クロエなど）やLVMHグループ（ルイ・ヴィトン・フェンディなど）の買収戦略と異なり、職人技の維持を第一目標にしてのものであり、そのため買収対象は比較的小規模の会社にとどまっており、さらにはブランドコングロマリットによってエルメスが買収されることも拒否し続けている。
エルメスと資本関係のあるブランドには、食器のサンルイ、ピュイフォルカ、英国靴のジョン・ロブなどがある。
1997年にエルメス社が制作した初の社史「LE CHEMIN D'HERMÈS」は漫画形式で、日本の漫画家竹宮惠子（日本語版は『エルメスの道』中央公論社）に依頼された。
1988年、エルメスのメンズプレタポルテのディレクターに、ヴェロニク・ニシャニアンが就任。(メンズプレタポルテは2024年現在もヴェロニク・ニシャニアンがデザインしている。)
レディースプレタポルテでは、2004年マルタン・マルジェラの後継として、ジャン＝ポール・ゴルチエがデザイナーに就任。2004年のパリ・コレクションではエルメスの伝統である馬具・皮革製品を意識し、伝統に配慮しつつ、オレンジ・黒を中心とした鋭角的でかつブランドの風格を意識したデザインを発表した。クリストフ・ルメールに代わり、2015-16秋冬コレクションより、ナデージュ・ヴァネ＝シビュルスキーがアーティスティックディレクターを務めている。
2024年時点、メンズもレディースもディレクターは女性が務めている。メンズのヴェロニク・ニシャニアン（1954年生、fr:Véronique Nichanian）は、パリ生まれのアルメニア系フランス人で、パリのクチュール組合学校(fr:École de la chambre syndicale de la couture parisienne)でレディースウエアを学び、1976年に卒業後イタリアのニノ・セルッティに入社しメンズウエアを担当、1988年にエルメスに転職し、ジャン・ルイ・デュマ（ティエリー・エルメスの玄孫）によりメンズのクリエイティブディレクターに指名された。セルッティ時代にはライセンス契約の仕事で日本に滞在したことがあり、そのとき究極のミニマリズムの世界を知ったという。
レディースのナデージュ・ヴァネ＝シビュルスキー（1978年生、fr:Nadège Vanhee-Cybulski）は、スクラン生まれのアルジェリア系フランス人で、音楽雑誌の編集者を経て、アントワープ王立芸術学院とフランスファッション研究所（fr:Institut français de la mode）でファッションを学び、2005年から2014年までデルボー（fr:Delvaux (entreprise)）、マルタン・マルジェラ、フィービー・フィロ、セリーヌ、ザ・ロウ(レディースウエアディレクター）を経てエルメスのディレクターに就任した。

## 主な商品

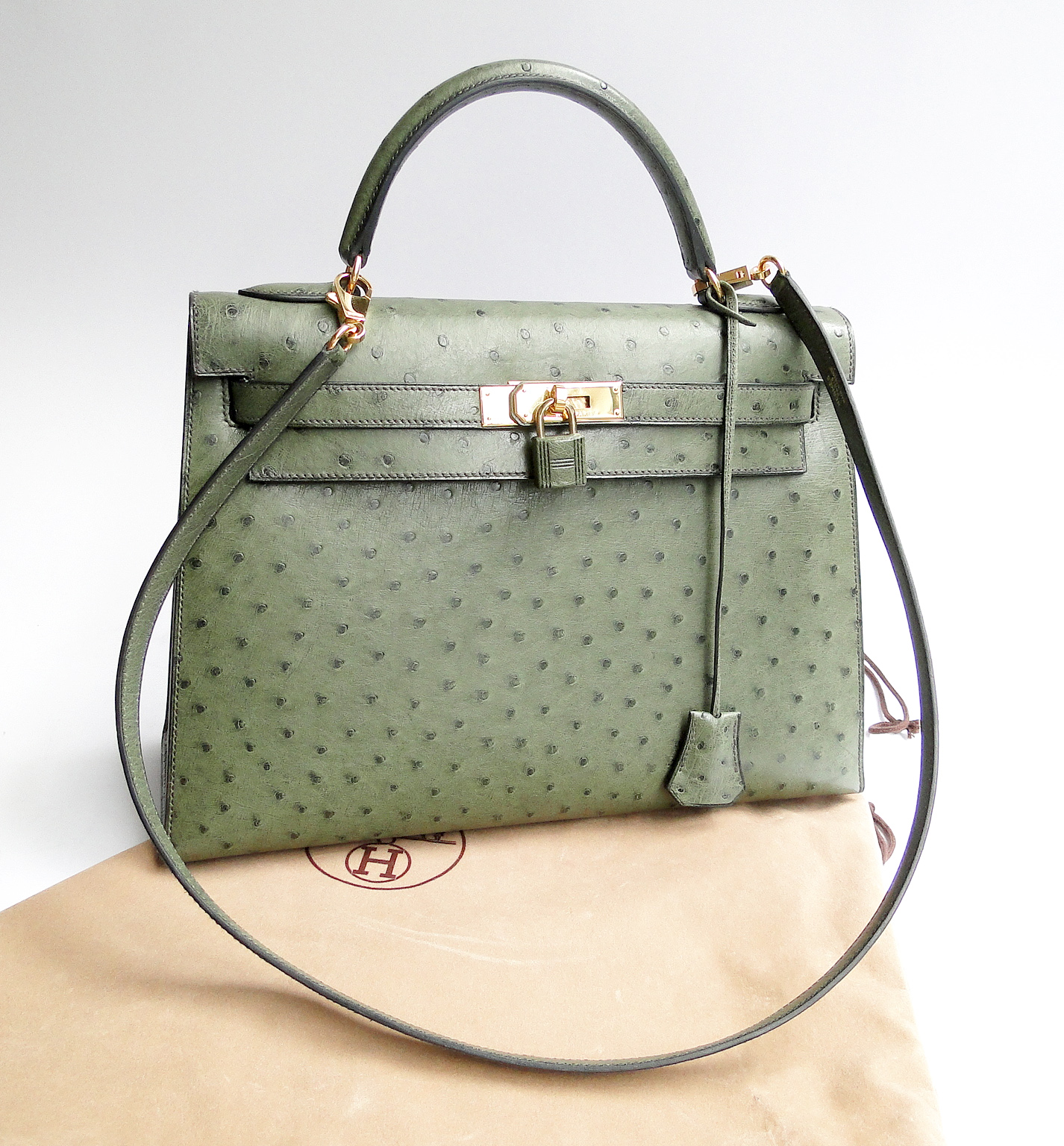
ケリーバッグ

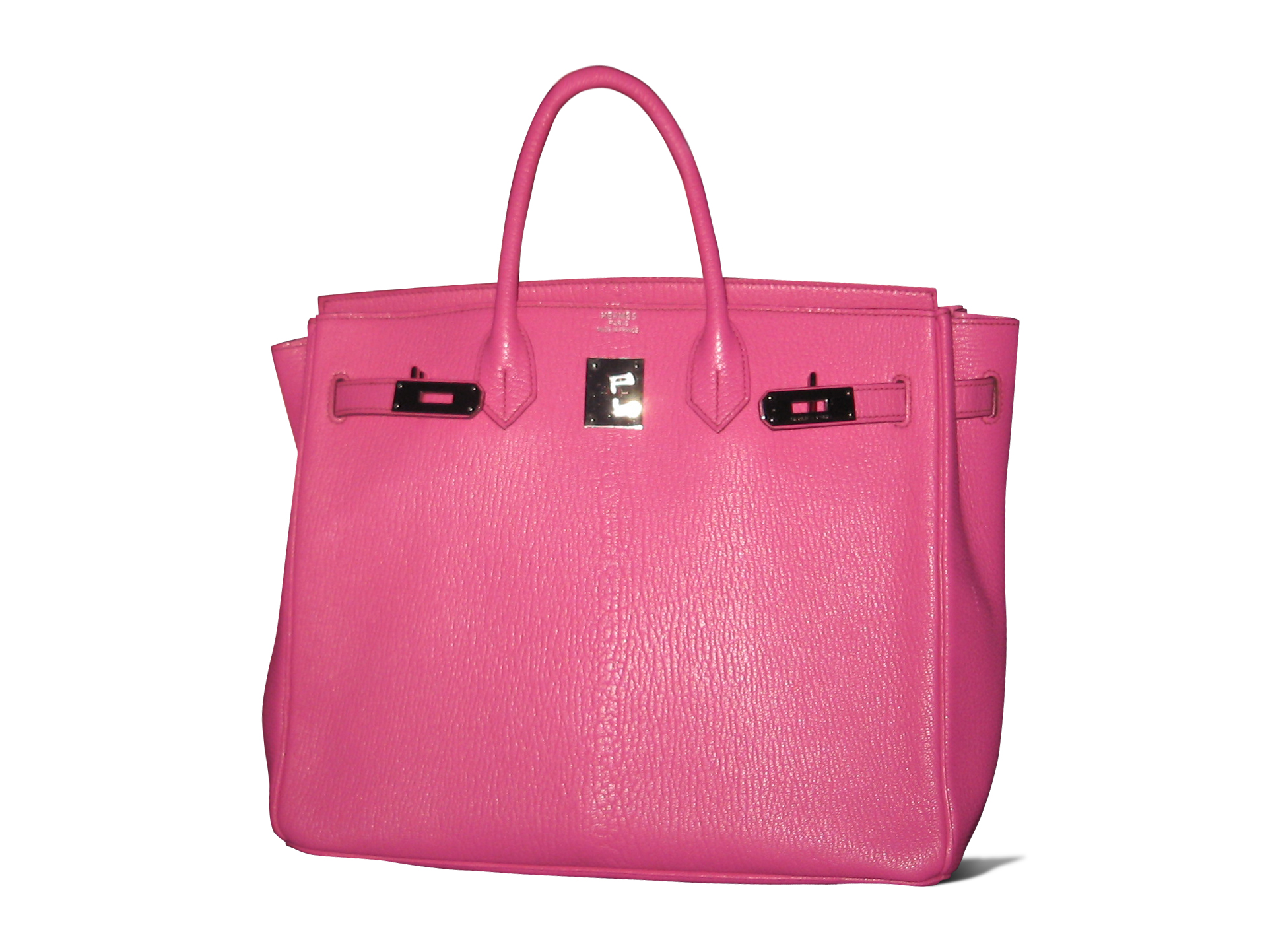
バーキン

### バーキン
ケリーと同様の人気を誇るカジュアルバッグであるバーキン（ビルキン） (Birkin フランス人によるJane Birkinの発音例) の名は、1984年、第5代社長のジャン＝ルイ・デュマ＝エルメスが、航空機の機内でたまたまイギリス出身の女性歌手ジェーン・バーキンと隣合わせになり、彼女がボロボロの籐の籠に何でも詰め込んでいるのを見て、整理せずに何でも入れられるバッグをプレゼントさせてほしいと申し出たエピソードに由来する。なおバーキンの原型は上述のオータクロアであるが、今やオータクロアをはるかに凌ぐ人気である。
このようにエルメスのバッグには発注者ないし最初の所有者の名が付いたモデルが多く存在する。比較的時代が新しいものでは、スーパーモデルのエル・マクファーソンが発注したエル（巾着型で、底の部分に化粧品を入れるための外から開閉可能な引きだしが付いている）、日本人男性が発注した大型旅行鞄マレット・タナカがある。
2024年6月22日、米紙ウォール・ストリート・ジャーナルは、バーキンの基本モデルである黒の「バーキン２５」は、製造原価は１０００ドル（約16万円）とされるが、店舗価格は税抜1万1400ドル（約180万円）で、仮に購入者がリセラーに転売すると購入額の２倍を越える2万3000ドル（約363万円）で売ることができると報じた。
2024年12月、CNNは米小売大手のウォルマートがバーキンにそっくりの「ワーキン」を79ドル（約1万2,000円）からの値段で売り出し、SNSで話題となり、大方売り切れたようであると報じた.

### その他
日本では女性の支持が高いが、バッグなどでは男性からの支持も高く人気もあり、特に1998年に発表されたフールトゥ (fourre-tout) やエールライン（絶版）は価格も手ごろなために定番バッグとなっている。またバッグ以外にも、ベルト、革手袋、ガムケース、笛、櫛、トランプ、マネークリップ、ピルケース、扇子、犬用首輪や腕時計など様々な生活小物も厳選された素材でパリの工房で製造されたものが全世界の主要都市にある直営店で販売されている。
価格については、ベルト類が約8万円から、手袋も約6万円からと、一般製品は無論、他の高級ブランド製品と比較してもはるかに高価である。

## 日本におけるエルメス
日本では、1960年代初めから元祖セレクトショップである銀座のサンモトヤマが輸入販売を行っていたが、1978年に東京・丸の内に直営店のブティックが開設されている。日本法人であるエルメスジャポン株式会社は、1983年にエルメス・アンテルナショナルと西武百貨店との折半出資により設立（資本金5000万円）され、翌年1月から日本での総代理店として営業を開始。1985年9月には、販売部門（小売）を発足させ、髙島屋東京店、横浜髙島屋に直営店を開設した。またエルメスジャポンは、1987年10月に資生堂と折半出資によりエルメス香水類の販売を担当する「シー・ジェー・ビー」（資本金2億円）、1989年2月にエルメス時計の販売を担当する「エル・エム・エイチ・ジャポン」（資本金5000万円）を設立するなどしたが、後にエルメス・アンテルナショナルの完全子会社となった。
現在では西武系に限らず、大手百貨店の主要店には比較的多く出店している。日本におけるエルメスの売上は、アメリカ合衆国、フランスに次ぐ世界第3位で、世界全体の売上の13%を占めている。
2001年6月28日には、日本での旗艦店「メゾンエルメス」(en:Maison Hermès) を東京・銀座の晴海通り沿いにオープンしている。外壁に450mm角のガラスブロック13,000枚を張りめぐらした11階建てのビルで、レンゾ・ピアノの設計による。ブティックのほか、製品の修理工房、ギャラリー、パリ以外では初となるエルメス社常設ミュージアム、そしてエルメスジャポンの本社が入居する。
広告などのメディア関連事業はピュブリシス・グループおよび電通と契約して行っている。純広告のビジュアルには「Publicis EtNous」と記載されている。

## 海外における販売行為
2024年、中国で店員の求めに応じて140万元（約2850万円）購入したにもかかわらず、最終的に欲しかったバッグを入手できなかったことが判明した。以前よりエルメスは「抱き合わせ販売はしていない」と公言していたが、調べによると「抱き合わせ販売行為」は中国市場にはずっと存在しているとされる。これについて中国商務部研究院学位委員会は、「今後、中国の消費者がより理性的になるにつれて、ブランドが中国市場で長期的に発展するためには、中国の消費者を尊重し、消費者と経営者の間のウィンウィンの関係を築かなければならない」と指摘したとされる。

## アートワーク

### THE ALFEE とのコラボレーション
1999年に発表された THE ALFEE のアルバム『orb』の通常盤のディスクジャケットは、エルメスの社長とプライベートでも交友のあった高見沢俊彦からの依頼で、同社がデザインしたイラストが使用された。高見沢のトレードマークでもある“エンジェルギター” や、THE ALFEE 25周年を表す "25Ans" 等のロゴが描かれたものとなっており、後にそのデザインのカレ（スカーフ）が関係者やファンクラブ入会者などを対象にごく少数が限定で発売された。フランス革命をテーマとした曲「Nouvelle Vague」をエルメスの関係者がいたく気に入り、彼らのアルバムのアートワークに起用することを認めたという。
同アルバム収録の「orb」という楽曲は、そのアートワークのイメージを楽曲化してエルメスに捧げられており、後に同アートワークをあしらったESP社特製のギターをエルメス本社に贈呈している。このギターは後に同社の "Dream Display" に展示され、現地のマスコミからも「エルメスの新しい挑戦」として紹介され、注目を浴びることとなった。なお、エルメス社が音楽家の作品などにアートワークを提供するのはこれが初めてのことであった。

### H BOX
2007年には、ビデオ・アート作品のための発表の場と機能的な上映環境の提供として『H BOX』と名付けた移動式の上映室を企画・制作している。
旅行鞄のようなアルミニウム合金製の外装はディディエ・フィウザ・ファウスティーノの設計で、内部にはスクリーンと10席の観賞席が設置され、複数のアーティストによるビデオ作品が上映された。2007年11月のお披露目から2008年末までに、パリのポンピドゥー・センター、スペイン・レオンのカスティーリャ・レオン現代美術館 (MUSAC)、ルクセンブルク市のグラン＝デュック・ジャン近代美術館 (MUDAM)、ロンドンのテート・モダン、横浜トリエンナーレ2008（横浜港大さん橋国際客船ターミナルに設置）を巡回している。

## ギャラリー

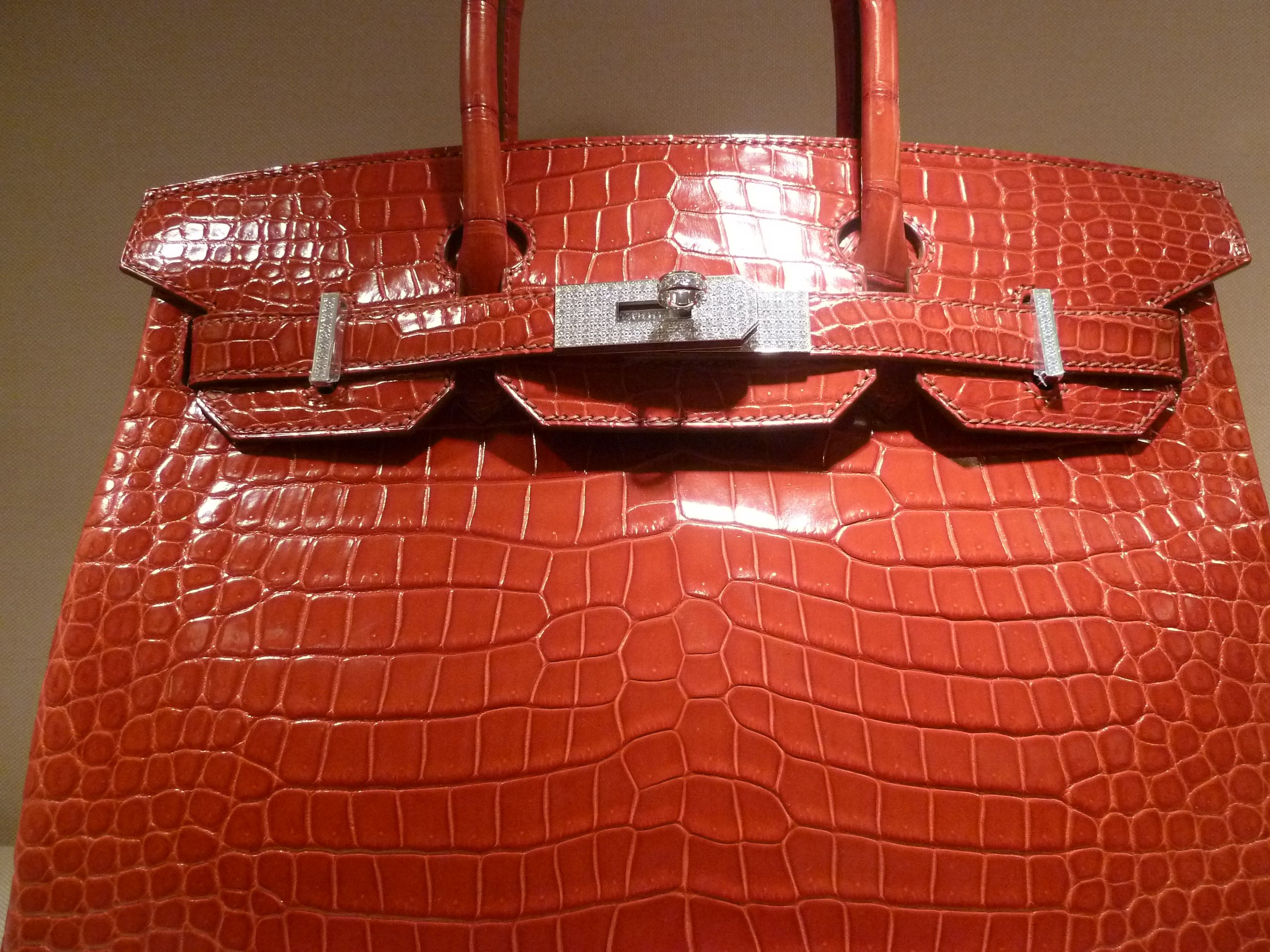
エルメスバーキンクロコダイル
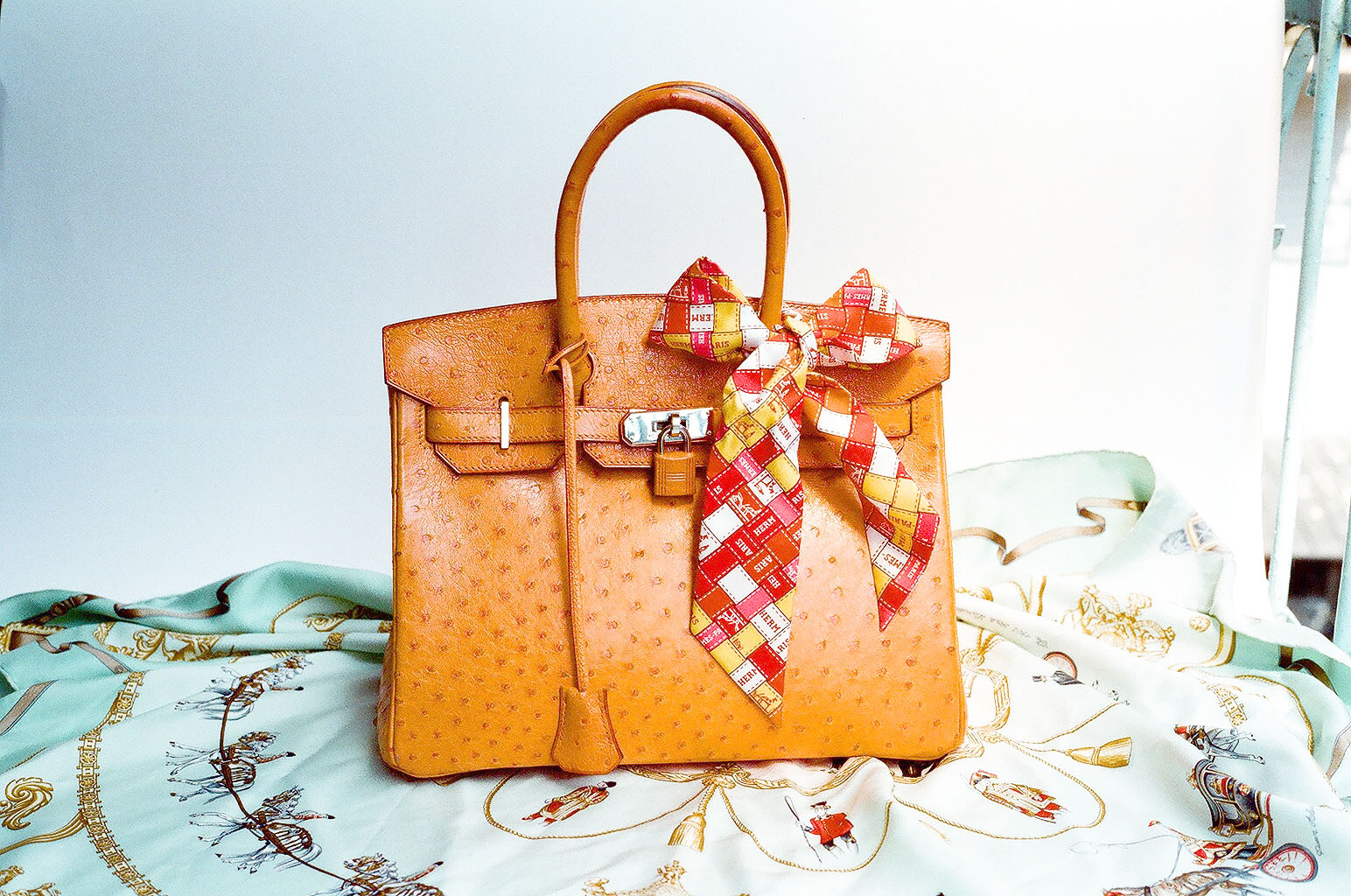
エルメスバーキンオーストリッチ
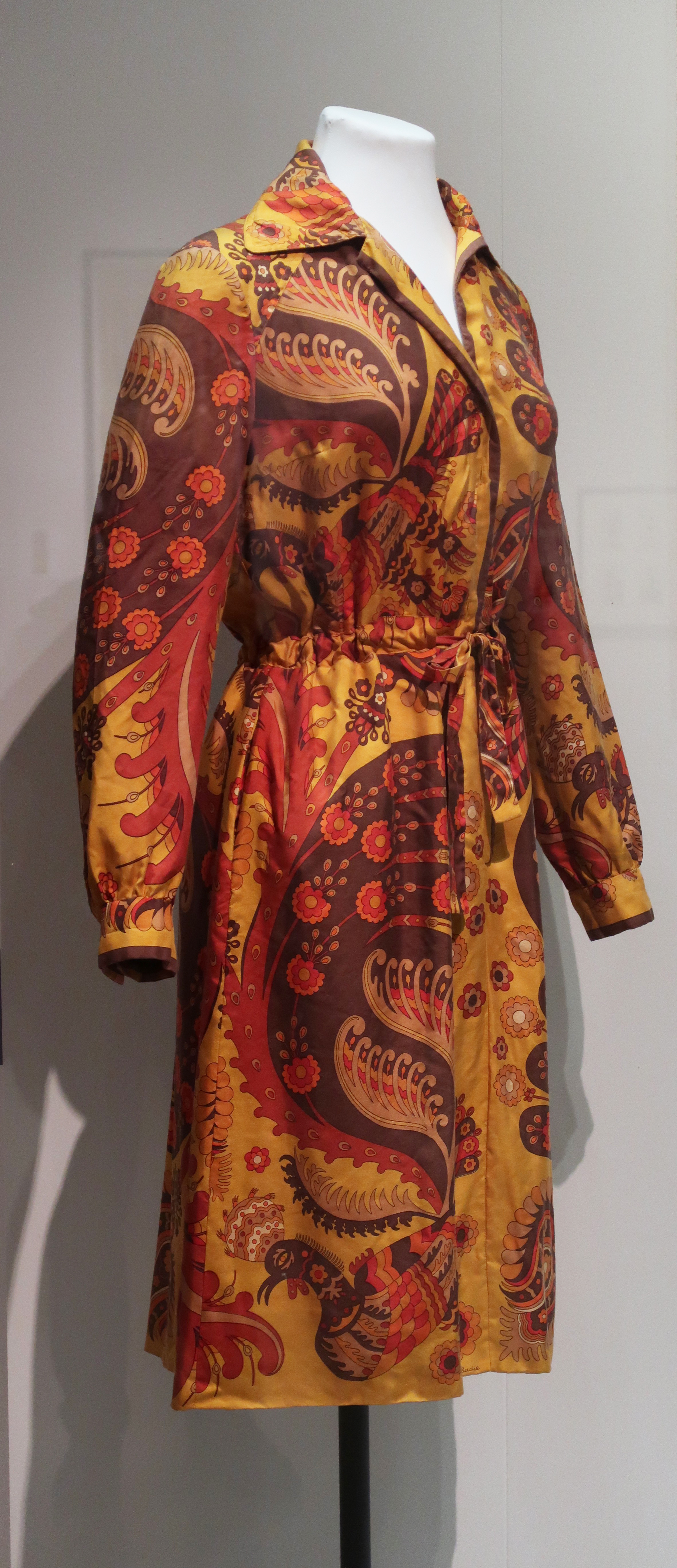
エルメスのスカーフ"スキロス"を用いた絹の秋冬物ブラウス, 1972年。リヨン・織物装飾芸術博物館 (Musée des Tissus, Lyon)
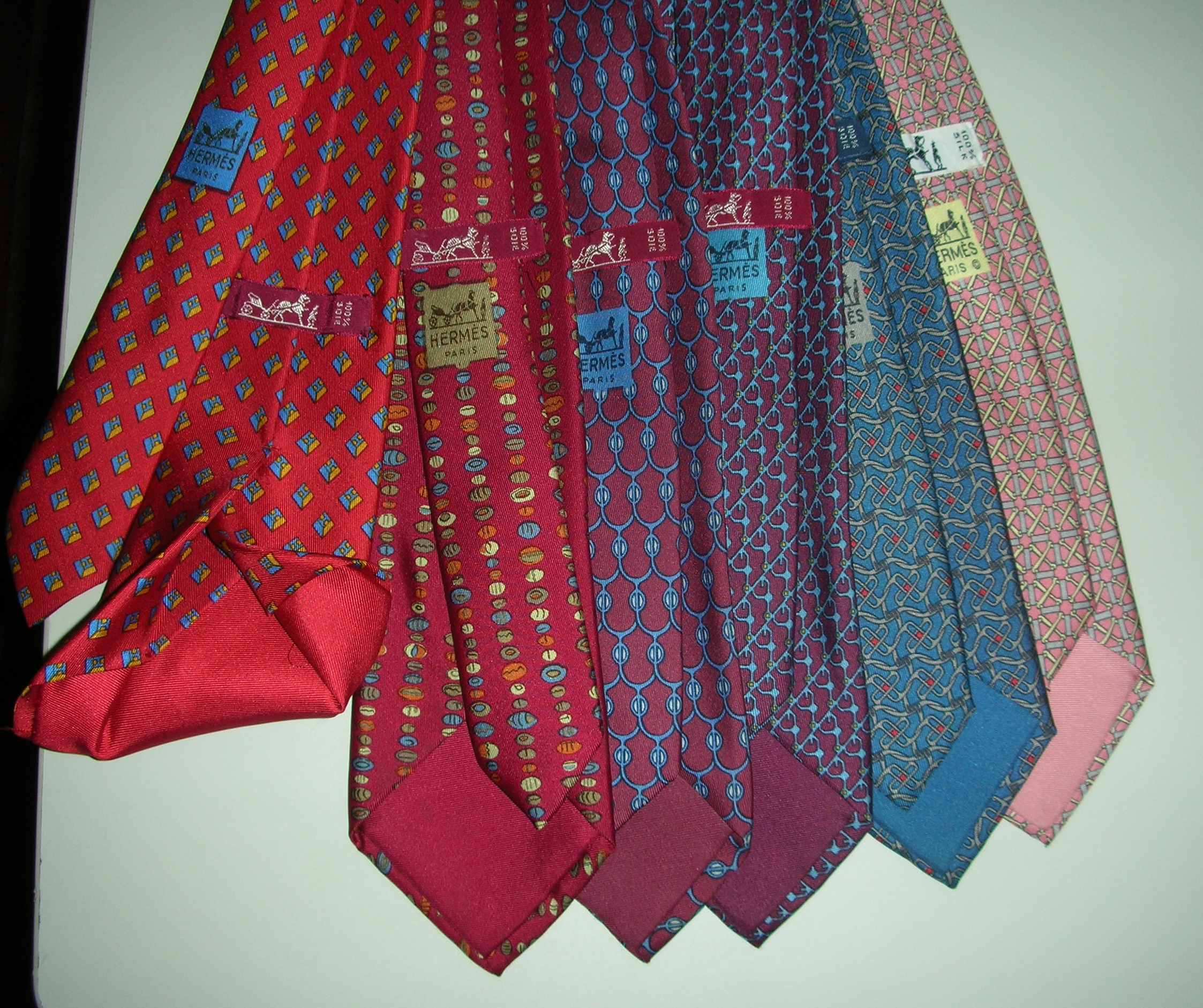
エルメスの絹のネクタイ
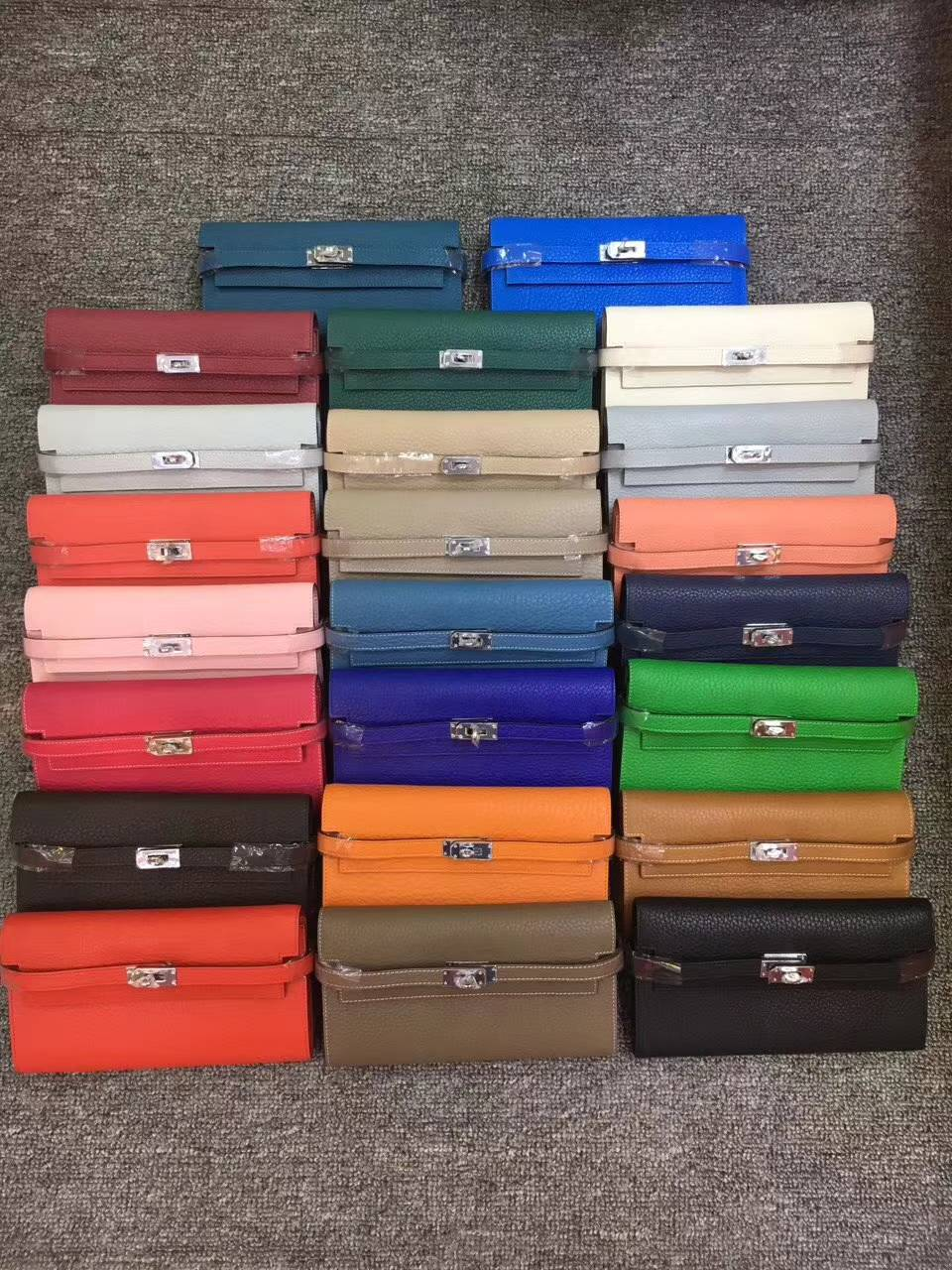
エルメスの財布
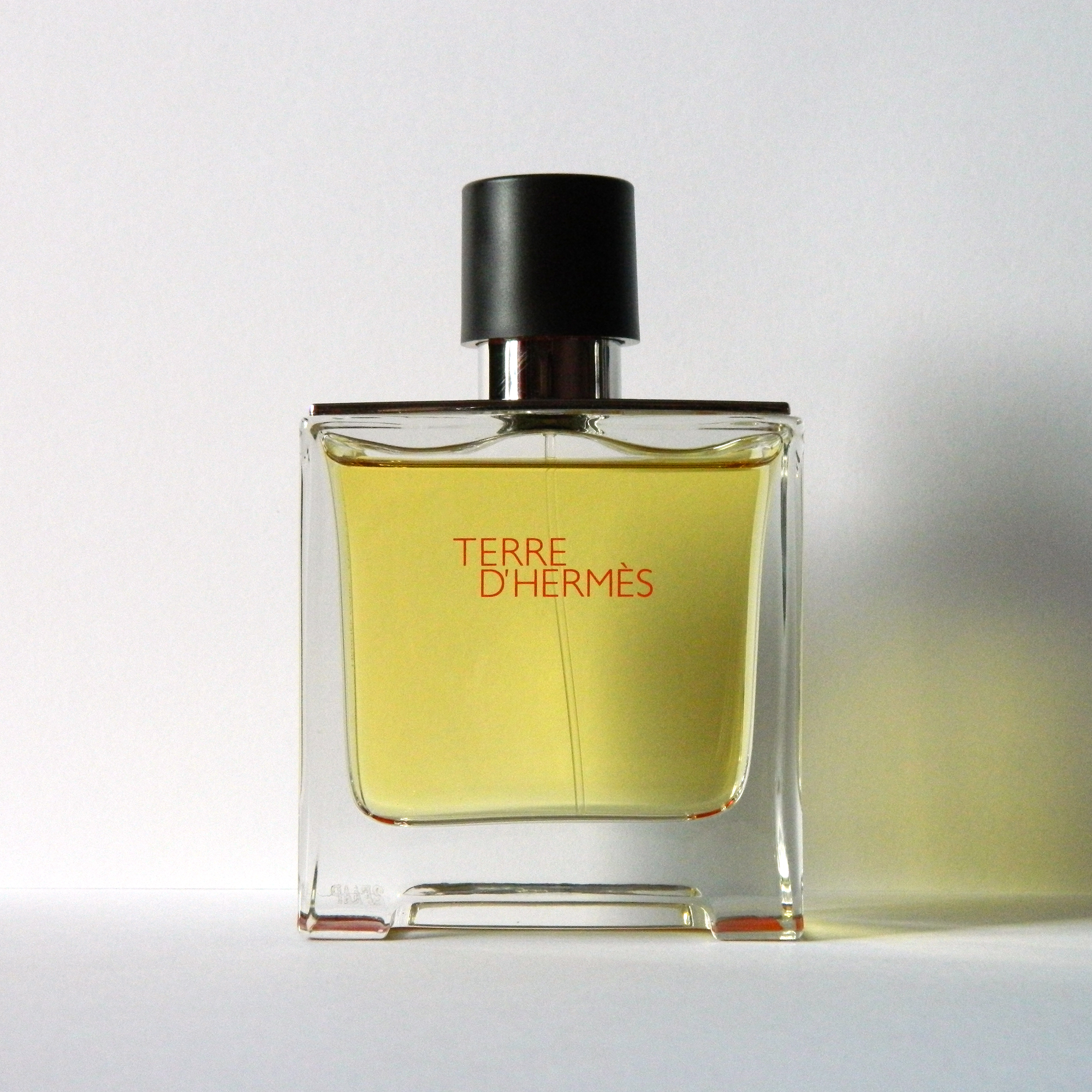
オードトワレ テール・ドゥ・エルメス (Terre d’Hermès)
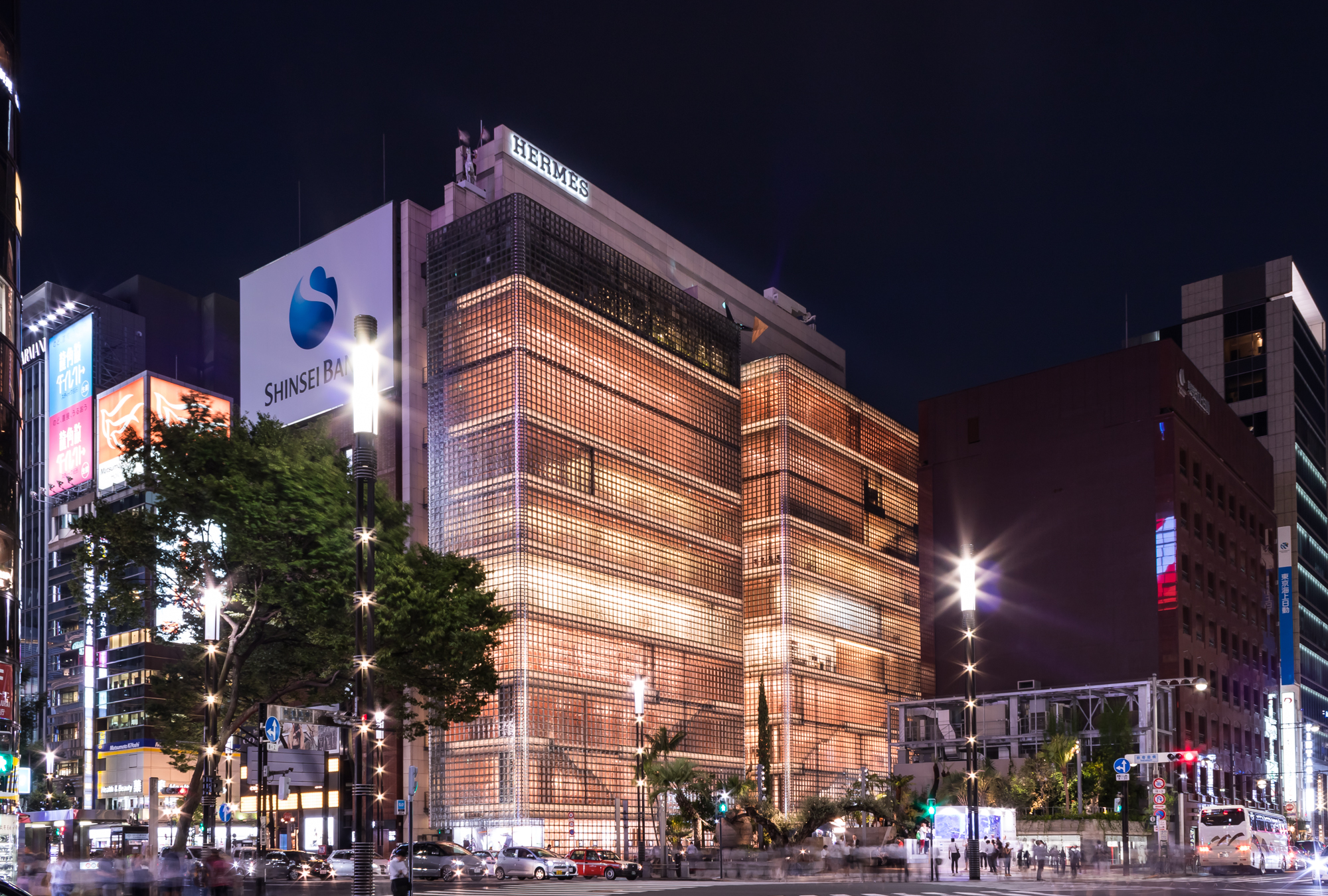
東京銀座の旗艦店メゾンエルメス
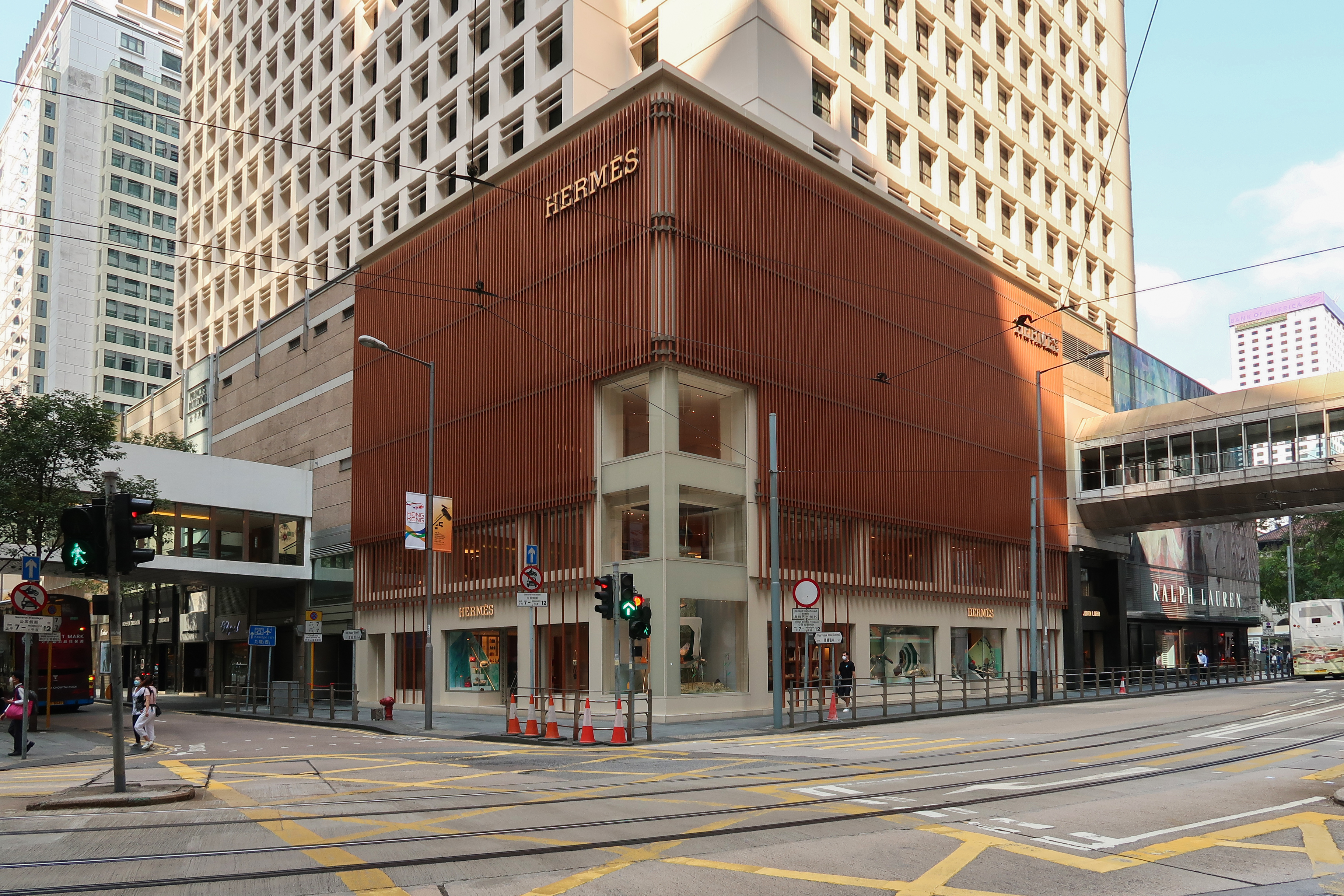
香港中環の旗艦店メゾンエルメス
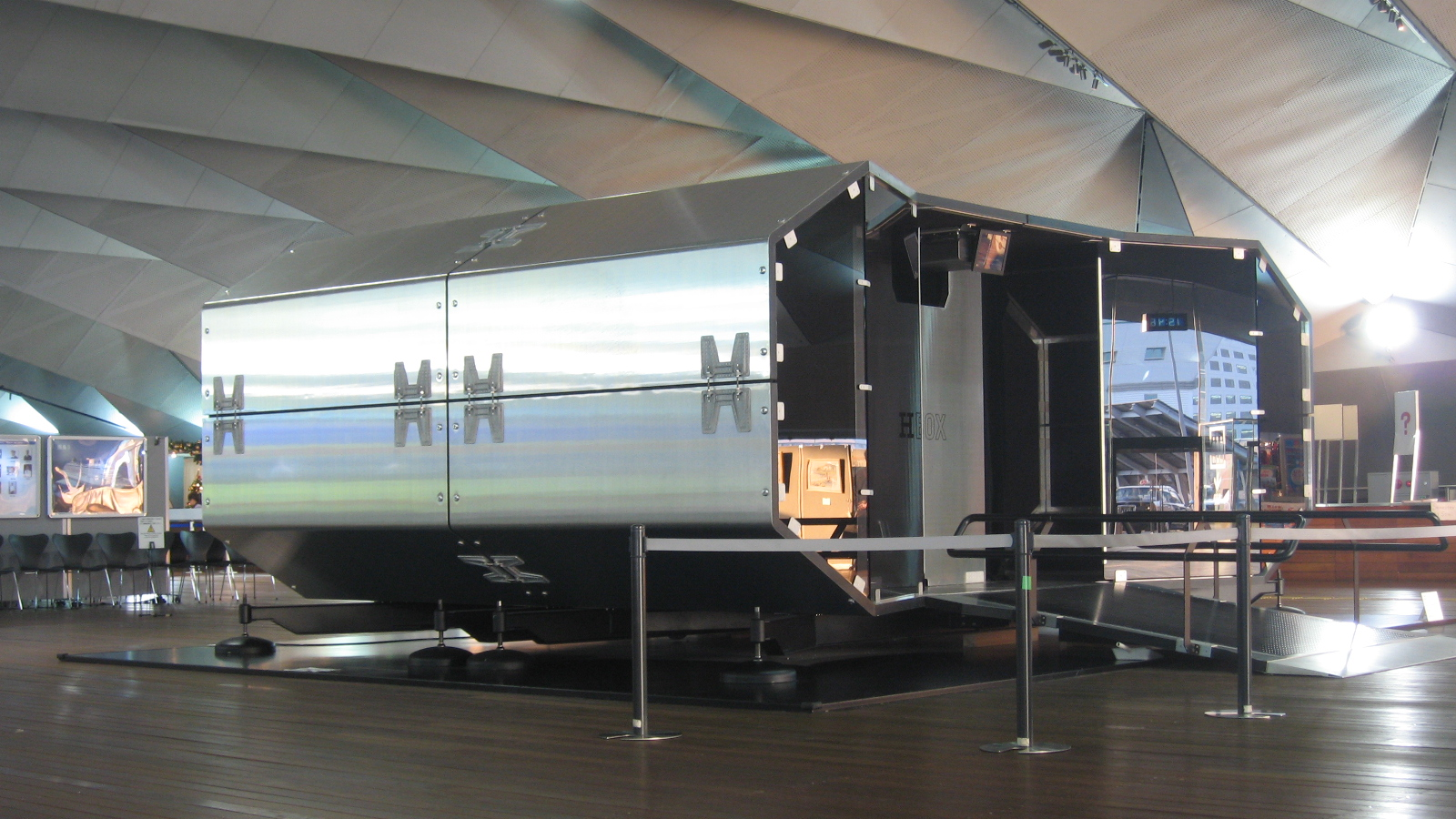
H BOX（横浜トリエンナーレ2008）
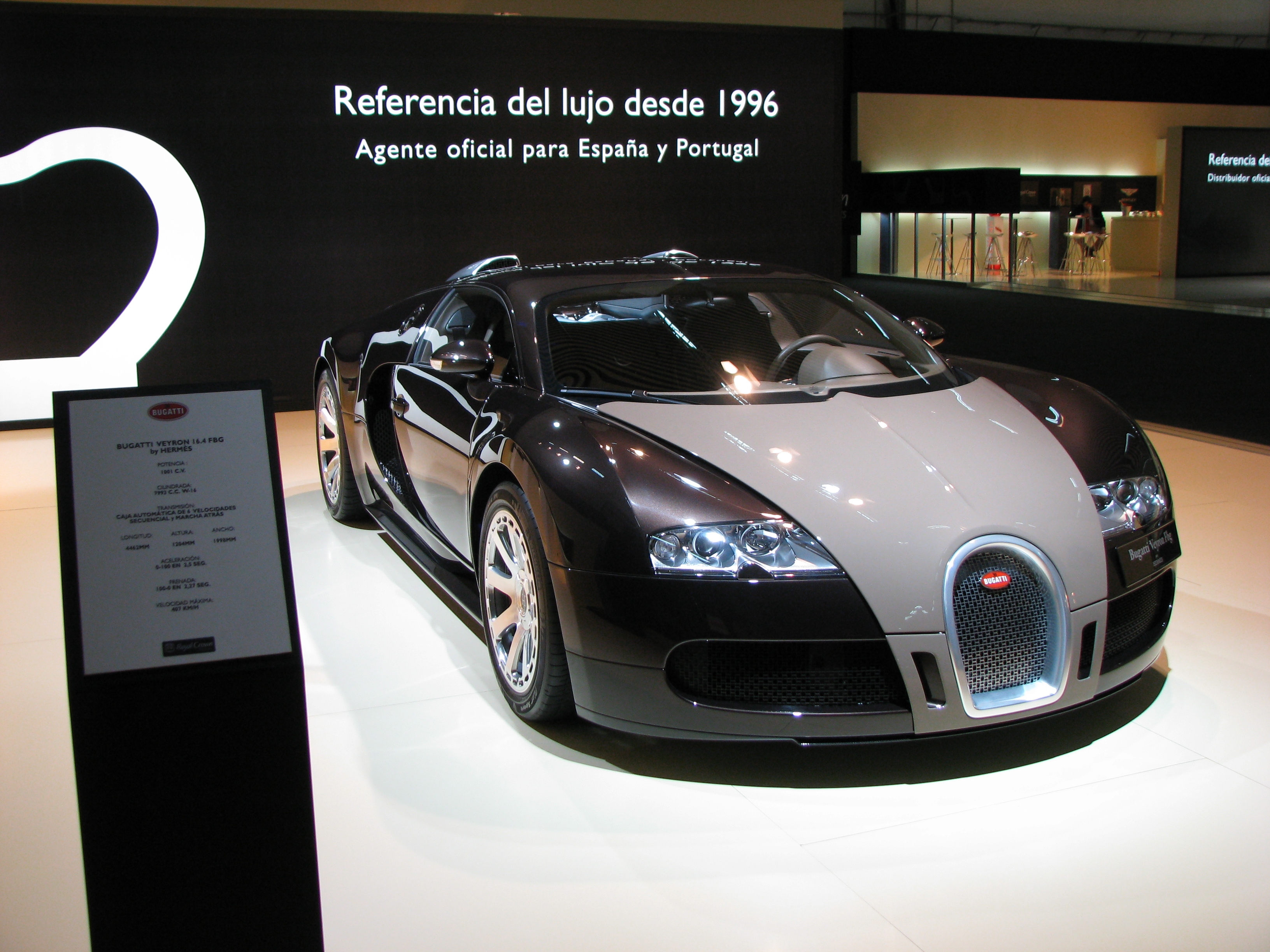
エルメス仕様のブガッティ・ヴェイロン by エルメス。バルセロナモーターショー、2009年
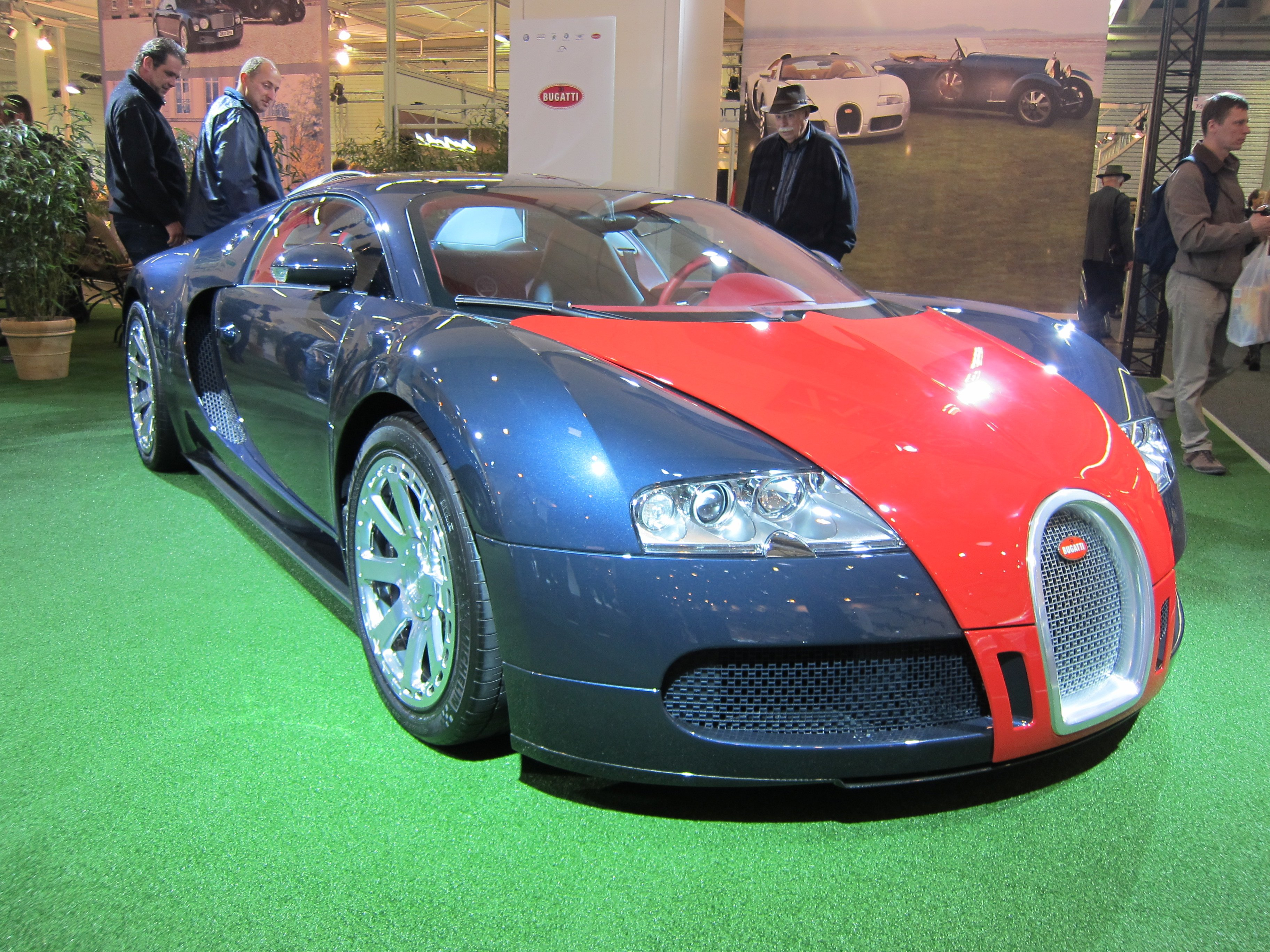
同エルメス仕様のブガッティ・ヴェイロン by エルメス。エッセン、2011年